# Тъмръш (село)
 Тази статия е за едноименното село.  За областта вижте Тъмръш.  За помашката „република“ вижте Тъмръшка република.
Тъмръш е обезлюдено село, намиращо се в едноименната историко-географска област, на Тъмрашка река западно от връх Пангарлийца. Освен център на областта, то е и „столица“ на т. нар. Тъмръшка република.

## История
Най-ранните сведения за Тъмраш, под името „Село Тъмраш“, като част от нахията Филибе(Пловдив), се съдържат в подробния тимарски регистър на Пловдивско и Старозагорско от 1489 г., в който се посочва, че селото е било част от тимара на спахията "Сюлейман войвода, гулям(слуга)на Иса бей"(Istanbul – BOA, TD 26, s.139).
Селото се споменава в османски списък на хората, натоварени да събират овце за султанския двор от 1576 година. Посочени са жителите Мустафа, син на Ширмерд, Герги Рум, Хюсеин Чобан, Абдуллах, Герги Лека, Златил Радослав, Драгуш Чавдарлъ, Тодорчо Добре и Коджа Ширмерд, натоварени да събират съответно 25, 30, 50, 30, 25, 25, 25 и 25 овце.
Според османски списък на селищата и немюсюлманските семейства в тях, предвид облагането им с джизие от 8 ноември 1635 година, броят на немюсюлманските семейства в Тъмръш е 20, като 5 от тях са нови.
Селото е изгорено през 1877 година и повторно през 1912 година от българи-християни за отмъщение на местните помаци, които са участвали активно в потушаването на Априлското въстание, като подпалват и разграбват селата Бойково, Дедово, Перущица и Сотир (днес Храбрино) и подлагат българското население там на масови убийства, изнасилвания и други зверства. Селото е подпалено отново от перущенци по време на Балканската война през 1912 година, а оцелялата част от помашкото му население окончателно се изселва в Турция. Останали са от него основите на 300 къщи и две гробища. Според Любомир Милетич към 1912 година населението на Тъмръш (Тъмръшъ) се състои от помаци.
По време на Балканските войни по-голямата част от жителите на селото се изселват в Анадола край Коня, където основават село Тъмрашкьой (Tımraşköy), днешно Гьокхююк (Gökhüyük). Друга група се установява в село Елегьол край Одрин, една част заминава за Измир, а някои семейства се установяват в съседни села, в Смолян и в Пловдив. Тъмръшлии се нанасят в предградието Газиемир на Измир и до днес повечето му кметове са наследници на тъмръшлии.

## Личности
- Ахмед ага Тъмръшлията
- Хасан ага